# Денис Пошвата
Денис Пошвата (на немски: Dennis Poschwatta) е германски барабанист в групата „Гуано ейпс“ („Guano Apes“), роден на 22 април 1974 г. в Нортхайм
След завършването си учи за банкер, но след това се отдава изцяло на музиката. Има добро чувство за хумор, а на концертите е винаги зареден с енергия. След разцепването на групата Денис, заедно с „G-Ball“ (ремиксирал няколко от парчетата на „Гуано Ейпс“) създава своя група, наречена „Тамото“ („Tamoto“). През 2005 г. издава първия си албум с новата си група, като звученето му е корено различно от това на „Гуано Ейпс“.